# Leszek di Racibórz
Leszek di Racibórz, in polacco: Leszek raciborski, (c. 1292 – 1336), è stato un nobile polacco; fu duca di Racibórz dal 1306 e duca di Koźle dal 1334 alla morte.
Era il figlio maggiore e unico figlio del duca Premislao di Racibórz e sua moglie Anna, figlia del duca Corrado II di Masovia.

## Biografia
Dopo la morte del padre nel 1306, Leszek gli succedette nel Ducato di Racibórz; ma, poiché era minorenne, fu posto sotto la reggenza di suo zio Mieszko I, duca di Cieszyn fino al 1308. Durante questo periodo l'Ordine domenicano fu confermato con l'autorizzazione a completare la costruzione di un monastero a Wodzisław, evento che è stato celebrato dal Capitolo con preghiere a nome del duca di Racibórz per tutte le agevolazioni che aveva concesso ai domenicani. Il 19 febbraio 1327, insieme ad altri sovrani della Slesia, Leszek rese omaggio al re Giovanni di Boemia a Opava.
Nel 1332 Leszek sposò Agnes (ca. 1321-7 luglio 1362), figlia del duca Enrico IV di Głogów-Żagań ("Enrico IV il Fedele"). Dall'unione non nacquero figli.
Il 21 febbraio 1334 Leszek ingrandì i suoi domini con l'acquisizione del Ducato di Koźle al costo di 4.000 pezzi d'argento pagati al cugino Ladislao di Bytom, con il compromesso che, in caso di sua morte senza eredi, Koźle tornasse al Ducato di Bytom.
Leszek morì nel 1336 e fu sepolto nel monastero domenicano di Racibórz. Dopo la sua morte, per decisione arbitraria del re Giovanni di Boemia (e nonostante la forte resistenza degli altri sovrani Piast dell'Alta Slesia che erano i loro parenti maschi più stretti), il Ducato di Racibórz fu dato al duca Nicola II, duca di Opava, che rivendicava i diritti della moglie Anna, sorella maggiore di Leszek. Koźle tornò al duca Ladislao di Bytom dopo il pagamento di un compenso monetario a Eufemia, la sorella minore di Leszek.
Con la morte di Leszek, la linea di Racibórz dei Piast di Slesia si estinse.
La vedova di Leszek, Agnes, gli sopravvisse per quasi 30 anni e sposò Ludovico I il Giusto. Morì nel 1362.